# Лондоньо, Даниэль
Даниэ́ль Лондо́ньо Кастанье́да (исп. Daniel Londoño Castañeda; род. 1 января 1995[…], Итагуи, Антьокия) — колумбийский футболист, защитник «Индепендьенте Медельин».

## Клубная карьера
Лондоньо начал карьеру в клубе «Энвигадо». 20 июля 2014 года в матче против «Мильонариос» он дебютировал в Кубке Мустанга. 7 сентября в поединке против «Онсе Кальдас» Даниэль забил свой первый гол за «Энвигадо».
В начале 2016 года Лондоньо перешёл в «Атлетико Насьональ». 17 февраля в матче против «Депортес Толима» он дебютировал за новую команду. В том же году он помог клубу выиграть Суперлигу Колумбии.
Летом того же года Ланиэль перешёл в «Атлетико Уила». 10 июля в матче против «Энвигадо» он дебютировал за новую команду.

## Международная карьера
В 2015 году в составе молодёжной сборной Колумбии Даниэль занял второе место на молодёжном чемпионате Южной Америки в Уругвае. На турнире он принял участие в матчах против команд Перу и Бразилии.
Летом того же года Лондоньо принял участие в молодёжном чемпионате мира в Новой Зеландии. На турнире он был запасным и на поле не вышел.

## Достижения
«Атлетико Насьональ»
- Победитель Суперлиги Колумбии — 2016

Колумбия (до 20)
- Серебряный призёр чемпионата Южной Америки среди молодёжных команд — 2015